# Сорочие скворцы
Сорочие скворцы (лат. Basilornis) — род воробьиных птиц из семейства скворцовых.

## Название
Название Basilornis является комбинацией др.-греч. βασιλευς — «король» и др.-греч. ορνις — «птица».

## Распространение
Обитают в Индонезии.

## Описание
Длина тела составляет около 25 см.

## Виды
В состав рода включают следующие виды птиц:
- Basilornis celebensis — Сулавесийский сорочий скворец
- Basilornis galeatus — Шлемоносный сорочий скворец
- Basilornis corythaix — Молуккский сорочий скворец

Ранее филиппинский вид Goodfellowia miranda также включали в данный таксон (под именем Basilornis mirandus), но затем он был выделен в монотипический род Goodfellowia.

## Биология
Питаются в основном беспозвоночными и фруктами.